# Истра (футбольный клуб)
«Истра» — российский футбольный клуб из одноимённого города в Московской области. В сезонах 2008, 2009, 2010 и 2011/12 выступал на профессиональном уровне во Втором дивизионе, зона «Запад». Обладатель Кубка Московской области 1999 и его финалист в сезоне 2005.

## История
Футбольный клуб «Истра» был основан в 1997 году. Администрацией Истринского района и руководством ОАО ПСО-13, возглавляемым Юрием Воротниным, было принято решение возродить футбольную команду, которая ещё в советские времена участвовала в первенстве среди коллективов КФК. Команду собирали в основном из лучших игроков Истринского района, играющим тренером команды в то время был Владимир Антипов, владельцем клуба стал Юрий Воротнин. В первый же год своего существования команда заняла второе место в турнире.
На следующий год потенциал и результаты команды заметно усилились, и главным образом за счет приглашения на тренерский пост известного в прошлом нападающего московского ЦСКА и алматинского «Кайрата» 70-80 годов Геннадия Штромбергера. После завершения карьеры действующего игрока Штромбергер работал помощником главного тренера в ЦСКА и ЦСКА-2, а также являлся начальником армейской команды. Приняв «Истру», он пригласил в команду нескольких опытных игроков из Москвы. Игра «Истры» под началом опытного специалиста преобразилась, и в первый же сезон клуб выиграл все турниры, в которых участвовал — занял первое место в Чемпионате области и стал обладателем Кубка.
Успех «Истры» в 1998 году позволил ей на следующий сезон стартовать в турнире рангом выше — в Первенстве России среди команд ЛФК. В 1999 году команда заняла 14 место в турнирной таблице и после этого ни разу ниже четвёртого места не опускалась. При этом в команде в разные годы выступало немало ярких футболистов. Это и известный полузащитник «Зенита» Роман Широков, и Алексей Щепинов возглавивший ФК «Фортуна» в 2007 году, а также Алексей Чекалин, Андрей Акименко и Алексей Гончаров, прошедшие школу первого и второго дивизионов чемпионата России. В 2007 году команда заняла первое место в Первенстве России среди ЛФК, сумев выйти во второй дивизион и получив профессиональный статус.
В сезоне 2008 первый клуб провёл первый официальный матч в качестве профессионального клуба, сыграв дома 20 апреля с ФК Волочанин-Ратмир 0:0. В кубке России клуб выбыл в первой же стадии, проиграв дома Зеленограду 1:3. По итогам сезона 2008 клуб занял 15 место из 19 и сохранил прописку во Втором дивизионе.
В следующем сезоне клуб занял в своей группе 4 место из 19, что является лучшим результатом клуба в истории.
В сезоне 2011/12 клуб обыграв Локомотив-Казанку (1:0) и тверскую Волгу (2:1) вышел в 1/16 кубка России на московский Спартак. По регламенту Истра должна была играть на домашнем поле, но из-за того, что стадион Полёво в Истре официально не был открыт, матч прошел на нейтральном поле, на стадионе имени Эдуарда Стрельцова. ФК Истра проиграла со счётом 0:1.
Закончив сезон 2011/12 на 9-м месте, клуб потерял профессиональный статус и вернулся в любительский дивизион. Клуб потерял спонсоров, а новым главным тренером стал Сергей Голованов, который занимает этот пост до сих пор.
В сезоне 2018 «Истра» проиграла в гостях футбольному клубу Витязь из Подольска со счётом 0:15, что является самым большим поражением клуба в истории.
По итогам сезона 2019 «Истра» вылетела из Лиги «А» Московской области в Лигу «Б», в которой выступает и сейчас.

## Стадион
С момента создания клуб выступал на стадионе Городской, вмещающем 1500 человек, а с 2009 Истра играла в спорткомплексе Полёво (сейчас Арена-Истра), который официально открылся в январе 2013 года. После потери профессионального статуса клуб играет как на Городском стадионе, так и на «Арене-Истра».

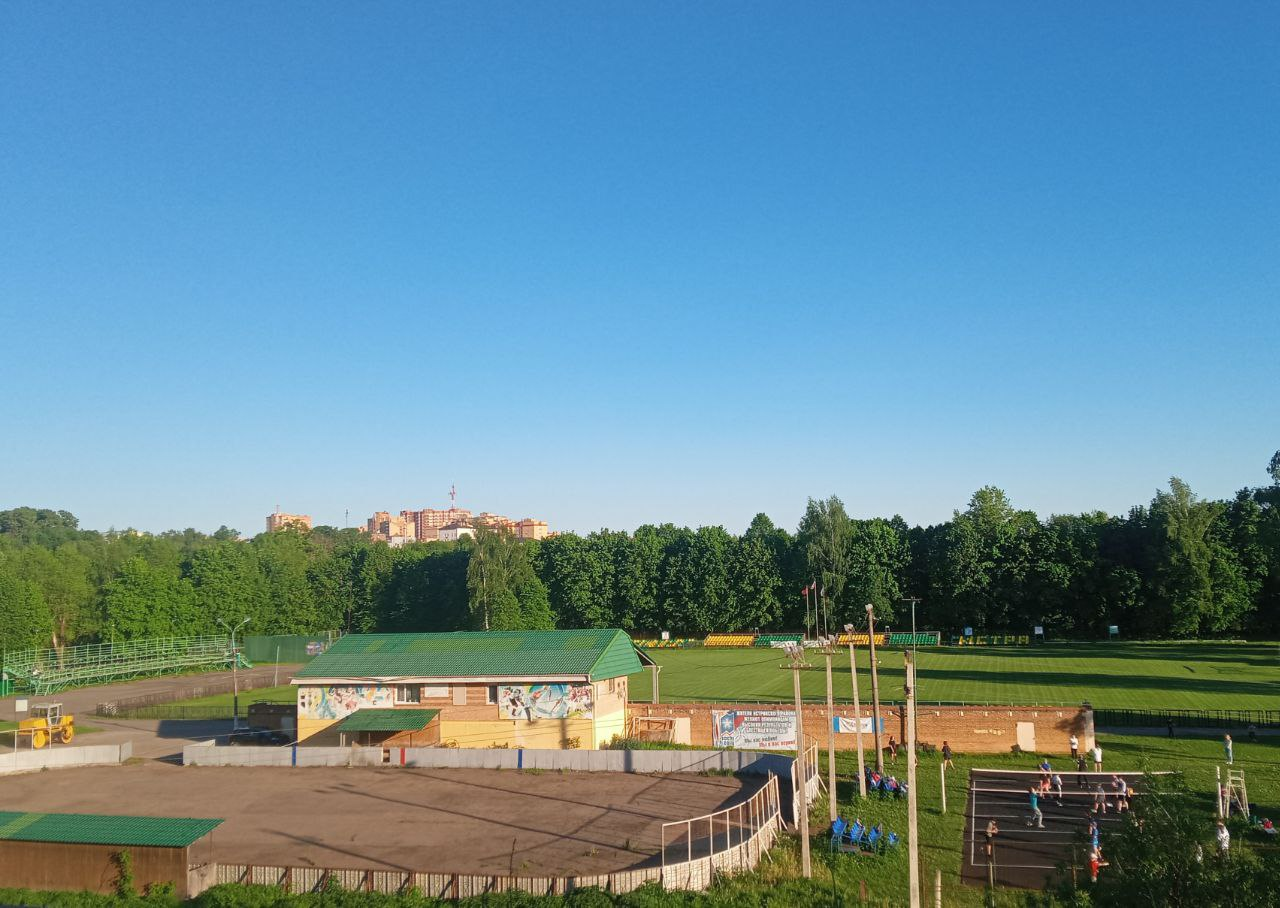
стадион Городской фото

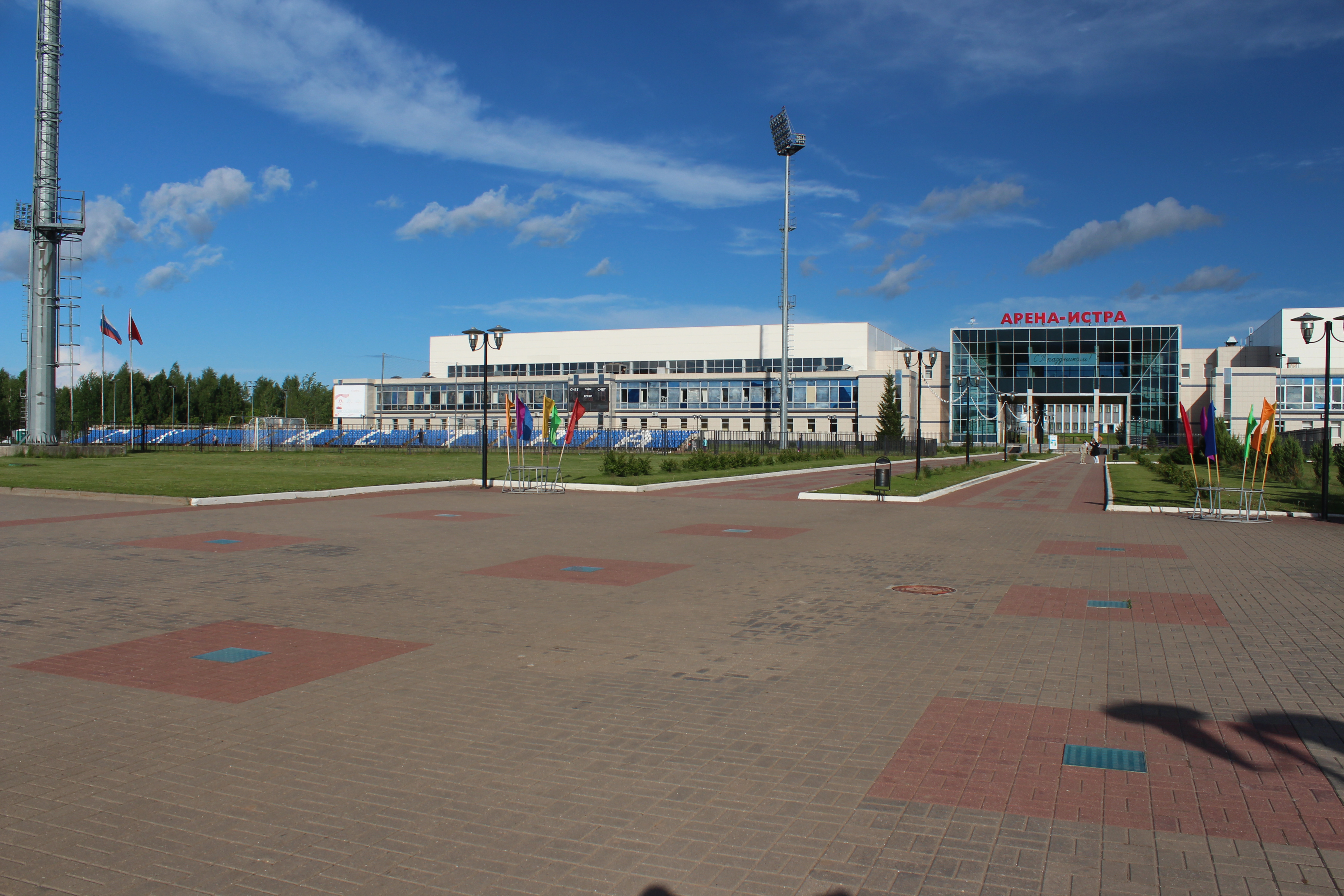
Арена-Истра фото

## Рекордсмены клуба
Наибольшее количество матчей за клуб (2 дивизион):
- Андросов Сергей Вячеславович — 62
- Бурнашкин Денис Александрович — 49

Наибольшее количество голов за клуб (2 дивизион):
- Мурыгин Станислав Юрьевич — 21
- Свижук Владимир Игоревич — 17

## Статистика выступлений

### Первенство
| Сезон     | Лига/дивизион                                                | Зона                               | Место    | И  | В  | Н  | П  | М     | О  | Бомбардир                                                                       |
| --------- | ------------------------------------------------------------ | ---------------------------------- | -------- | -- | -- | -- | -- | ----- | -- | ------------------------------------------------------------------------------- |
| 2000      | КФК/ ЛФЛ России                                              | Центр Московская область           | 14 из 16 | 30 | 7  | 4  | 19 | 43-71 | 25 | Рифат Абракимов — 8, Олег Романов — 6, Сергей Балабанов — 5                     |
| 2001      | КФК/ ЛФЛ России                                              | Центр Московская область           | 3 из 16  | 30 | 17 | 8  | 5  | 61-40 | 59 | Сергей Балабанов — 14, Алексей Наливкин — 13, Алексей Кадетов — 10              |
| 2002      | КФК/ ЛФЛ России                                              | Центр Московская область           | 3 из 16  | 30 | 23 | 2  | 5  | 75-35 | 71 | Роман Широков — 23, Сергей Белоусов, Алексей Кадетов, Сидоров, Павел Храмов — 7 |
| 2003      | КФК/ ЛФЛ России                                              | Центр Московская область           | 4 из 16  | 30 | 18 | 3  | 9  | 81-40 | 57 | Роман Широков — 29, Войников — 12, Анатолий Балакин — 9                         |
| 2004      | КФК/ ЛФЛ России                                              | Центр Подмосковье                  | 2 из 16  | 30 | 20 | 4  | 6  | 72-30 | 64 | Константин Веселовский — 20, Михаил Бесчастных — 13, Роман Широков — 8          |
| 2005      | КФК/ ЛФЛ России                                              | Центр Московская область, Группа А | 3 из 16  | 30 | 18 | 7  | 5  | 62-28 | 61 | Юрий Апонасенко — 13, Андрей Зубков — 11, Андрей Акименко — 10                  |
| 2006      | КФК/ ЛФЛ России                                              | Центр Московская область, Группа А | 3 из 16  | 30 | 20 | 5  | 5  | 74-28 | 65 | Юрий Апонасенко — 20, Андрей Зубков — 13, Роман Чернов — 7                      |
| 2007      | КФК/ ЛФЛ России                                              | Центр Московская область, Группа А | 1 из 16  | 30 | 25 | 3  | 2  | 94-25 | 78 | Юрий Апонасенко — 34, Михаил Бесчастных — 14, Игорь Лаврентьев — 9              |
| 2008      | Второй дивизион                                              | зона «Запад»                       | 15 из 19 | 36 | 10 | 9  | 17 | 37-60 | 39 | Анатолий Балакин , Станислав Мурыгин — 8, Игорь Вековищев, Алексей Гусев — 4    |
| 2009      | Второй дивизион                                              | зона «Запад»                       | 4 из 19  | 36 | 18 | 8  | 10 | 56-42 | 62 | Станислав Мурыгин , Владимир Свижук — 12, Вадим Стеклов — 6                     |
| 2010      | Второй дивизион                                              | зона «Запад»                       | 8 из 17  | 32 | 13 | 5  | 14 | 45-41 | 44 | Денис Большаков , Илья Каплан , Александр Крючков — 6                           |
| 2011/2012 | Второй дивизион                                              | зона «Запад»                       | 9 из 16  | 45 | 16 | 16 | 13 | 54-47 | 64 | Илья Долматов — 10, Александр Круподер — 7, Станислав Мурыгин — 6               |
| 2012/2013 | Третий дивизион/ЛФК/ чемпионат/первенство Московской области | Московская область, Группа А       | 8 из 18  | 17 | 9  | 4  | 4  | 41−28 | 31 | Павел Соколов — 8, Владимир Вавилов, Сергей Телков — 7                          |
| 2013      | Третий дивизион/ЛФК/ чемпионат/первенство Московской области | Московская область, Группа А       | 3 из 16  | 30 | 21 | 2  | 7  | 84−35 | 65 | Павел Соколов — 29, Владимир Вавилов, Андрей Романов — 10                       |
| 2014      | Третий дивизион/ЛФК/ чемпионат/первенство Московской области | Московская область, Группа А       | 3 из 15  | 28 | 22 | 1  | 5  | 74−38 | 67 | Алексей Гусев — 17, Владимир Вавилов — 13, Павел Соколов — 8                    |
| 2015      | Третий дивизион/ЛФК/ чемпионат/первенство Московской области | Московская область, Группа А       | 7 из 14  | 26 | 12 | 4  | 10 | 58−50 | 40 | Павел Соколов — 14, Алексей Гусев, Сергей Поповицкий — 13                       |
| 2016      | Третий дивизион/ЛФК/ чемпионат/первенство Московской области | Московская область, Группа А       | 7 из 16  | 30 | 15 | 2  | 13 | 79−75 | 47 | Алексей Гусев — 26, Филипп Демидов — 13, Николай Сладков — 7                    |
| 2017      | Третий дивизион/ЛФК/ чемпионат/первенство Московской области | Московская область, Группа А       | 6 из 16  | 30 | 16 | 2  | 12 | 85−63 | 49 | Алексей Гусев — 19, Павел Соколов — 15, Александр Чернобылец — 11               |
| 2018      | Третий дивизион/ЛФК/ чемпионат/первенство Московской области | Московская область, Группа А       | 8 из 15  | 28 | 11 | 4  | 13 | 57−87 | 37 |                                                                                 |
| 2019      | Третий дивизион/ЛФК/ чемпионат/первенство Московской области | Московская область, Лига А         | 16 из 16 | 30 | 6  | 1  | 23 | 34−95 | 19 |                                                                                 |
| 2020      | Третий дивизион/ЛФК/ чемпионат/первенство Московской области | Московская область, Лига Б, зона 1 | 4 из 11  | 10 | 5  | 2  | 3  | 22−14 | 17 |                                                                                 |
| 2021      | Третий дивизион/ЛФК/ чемпионат/первенство Московской области | Московская область, Лига Б, зона 2 | 1 из 12  | 22 | 14 | 3  | 5  | 66−28 | 45 |                                                                                 |
| 2022      | IV дивизион                                                  | Московская область, Лига Б, зона 2 | 5 из 13  | 24 | 12 | 5  | 7  | 66−28 | 45 |                                                                                 |

### Финальный этап ЛФЛ
| Сезон | Турнир                                | Место  | И | В | Н | П | М    | О  |
| ----- | ------------------------------------- | ------ | - | - | - | - | ---- | -- |
| 2007  | ЛФЛ России, Финал, Группа C           | 2 из 3 | 2 | 1 | 0 | 1 | 4-5  | 3  |
| 2007  | ЛФЛ России, соревнование за 1‑6 места | 3 из 6 | 6 | 4 | 0 | 2 | 11-9 | 12 |

### Кубок России
| Сезон   | Стадия | Вылет от команды         | Счёт                  |
| ------- | ------ | ------------------------ | --------------------- |
| 2008/09 | 1/512  | Зеленоград               | 1-3                   |
| 2009/10 | 1/128  | Волга (Тверь)            | 0-1                   |
| 2010/11 | 1/32   | Динамо (Санкт-Петербург) | 0-0 (по пенальти 3-4) |
| 2011/12 | 1/16   | Спартак (Москва)         | 0-1                   |

## «Истра-2»
ФК «Истра-2» участвовал в ЛФЛ (третьем дивизионе) (Центр) в зоне «Московская область» в сезонах 2008 (13-е место из 18), 2010 (13-е место из 18) и 2011/12 (9-е место из 15).